# 西屯純愛組
西屯純愛組是由Henry與High Loc組成的一個台灣雙人饒舌團體。從台灣西岸台中發跡，擅長西岸嘻哈風格。專輯有《West My Time》，當中有新歌《想和妳再一次》。